# Lisitsyngambiet
Het Lisitsyngambiet is in de opening van een schaakpartij een variant in de flankspelen. Het gambiet valt onder ECO-code A04, de Zukertortopening, en heeft als openingszetten
1. Pf3 f5
2. e4
Het gambiet is vernoemd naar de Russische schaakmeester Georgi Lisitsyn (1909–1972).